# 经济互助委员会
经济互助委员会（俄语：Сове́т экономи́ческой взаимопо́мощи），中文简称经互会，是一个由苏联帶頭建立的经济合作组织，虽然只有10个成員國，但是却遍佈欧洲、亚洲和美洲，包括蘇聯自己、東歐的華約國家、蒙古、越南和古巴，該組織已於1991年6月28日在匈牙利首都布達佩斯正式宣佈解散。
經濟互助委員會的总部设在蘇聯首都莫斯科，作為《莫洛托夫计划》的後續階段而出現，其目的是要在全世界的社会主义国家之間創造一個溝通渠道，让它們的外交口徑全部和蘇聯統一。因此经互会在一開始是政治作用大於經濟作用的，但在西歐國家們成立了欧洲经济共同体，並且在經濟上出現了明顯的進步後，形勢則稍有鬆動。隨著時間的推移，經互會能接受少量的自由貿易，有限的提升了成員國家的經濟水平。不過，後期的經互會慢慢演變成一個成份複雜的多邊性組織，過剩的官僚主義和形式主義政策導致其運作效率低下，直到其解散都未能達到和西歐一樣的自由貿易程度。

## 历史

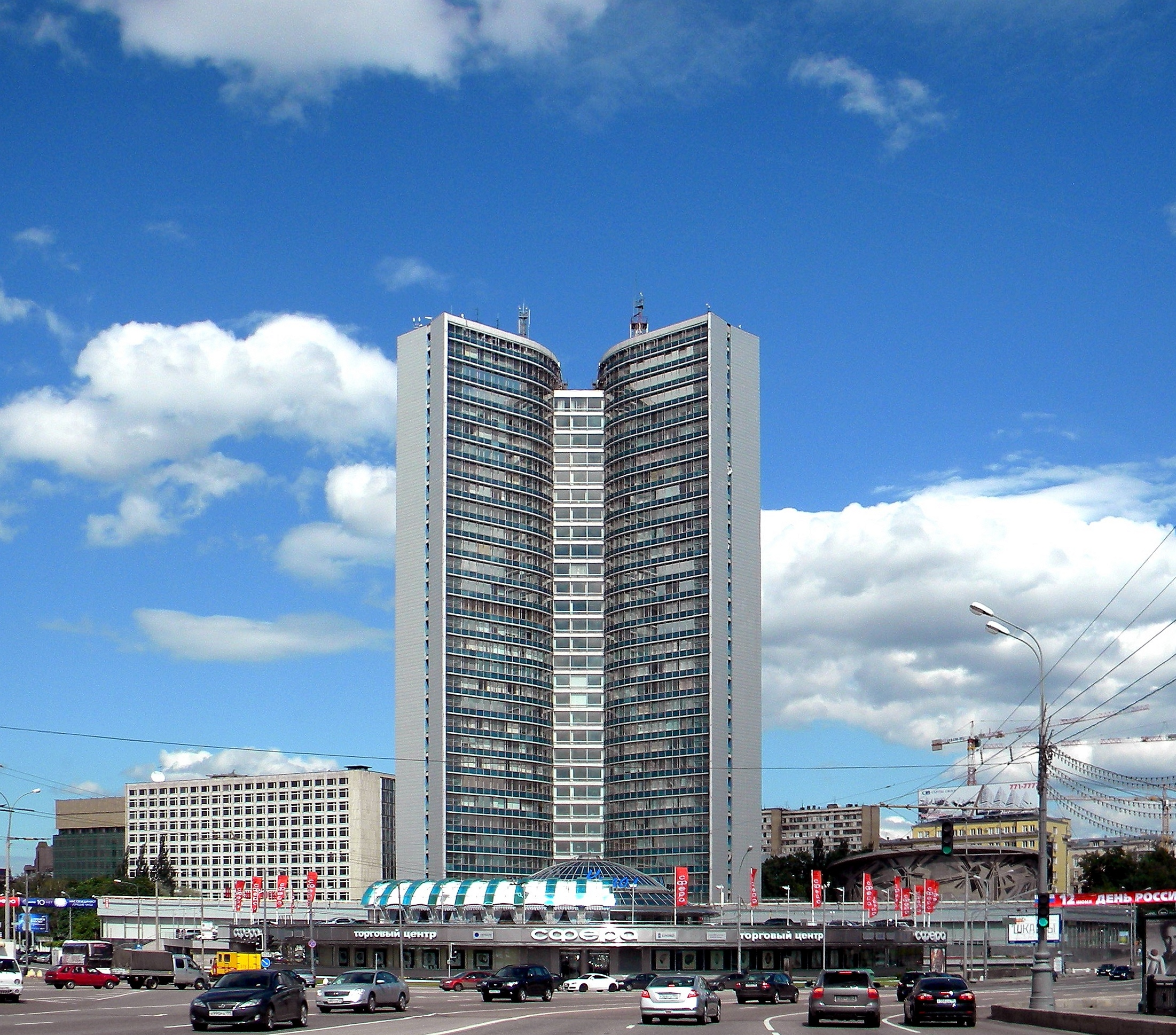
莫斯科原经互会大楼，現為莫斯科市政府大樓

### 年代表
1949年1月5日至8日，苏联、保加利亚、匈牙利、波兰、罗马尼亚、捷克斯洛伐克等6国政府代表在莫斯科通过会议磋商后，宣布成立经济互助委员会。随后，阿尔巴尼亚（1949年加入，1961年停止參與活動，1987年正式退出），东德（1950）、蒙古人民共和国（1962）、古巴（1972）和越南（1978）分别加入。
1956～1961年，中華人民共和國以觀察員的身份列席經濟互助委員會的例行會議。
1961年，中蘇關係破裂後，中華人民共和國拒絕接受蘇聯的指令，於1961年12月宣佈停止參與經互會一切活動。
1964年9月起，南斯拉夫在专门协定基础上参加经互会一些机构的工作。1973年以后，经互会先后同芬兰、伊拉克、墨西哥和尼加拉瓜四国签订了合作协定。

### 形成及發展階段
经互会从成立到其解散之前，是世界上贸易额仅次于欧共体的“区域型贸易组织”。
其創立目的之一是為了對抗美國的《馬歇爾計劃》，所以從成立那天起，它就有著明顯的共產主義的意識形態。蘇聯爲防止美國用自由民主的價值觀滲透東歐，於是全力削弱東歐各國的主權，並採取嚴厲的言論審查，同時，美國和西歐也在《馬歇爾計劃》進行時對東方集團採取全面的經濟封鎖。在1月25日发表的《关于成立经济互助委员会的公报》中，史達林甚至提出社會主義和資本主義是兩個同時並行市場經濟的理論，這在當時是冷戰環境的逼迫，但也違背了人類經濟需求的自然律。
在该组织創立的很长一段时间内，各個成員国的话语权严重不对等。苏联经常在“经济一體化”的口号下去強行安排別的国家該生產什麼、不該生產什麼，刻意將軍火、電腦、能源等高科技產業保留在蘇聯本土，而將農業、輕工業、食品等低技術含量的行業交給成員國執行。這的確令蘇聯經濟獲得一定限度的增長，但其餘社会主义国家卻无法获得多少好處，並且還需要在外交上從屬於蘇聯，因此諸成員國對蘇聯漸生不滿。
到1980年代中后期，苏联的经济和军事双双呈現斷崖式下降，在失去超级大国地位的同时，苏联没有实力再继续领导东欧各国，對經互會的管制也日益寬鬆。觀察到現實中停滞的国家經濟，與理論中的“物质极大丰富的共產主義”渐行渐远，社会主义阵营的人民开始对体制不满，經互會的區域經濟和成員國自己的個體經濟之間出现不可调和的矛盾。1989年，這種情緒被内外利用之下最終釀成东欧剧变，之後东欧国家们就紛紛拋棄社會主義經濟，改走自由市场-资本主义的道路。1991年6月28日，各個成員國的首腦齊聚匈牙利，在其首都布达佩斯中一同宣布经互会就此解散。

## 组织机构

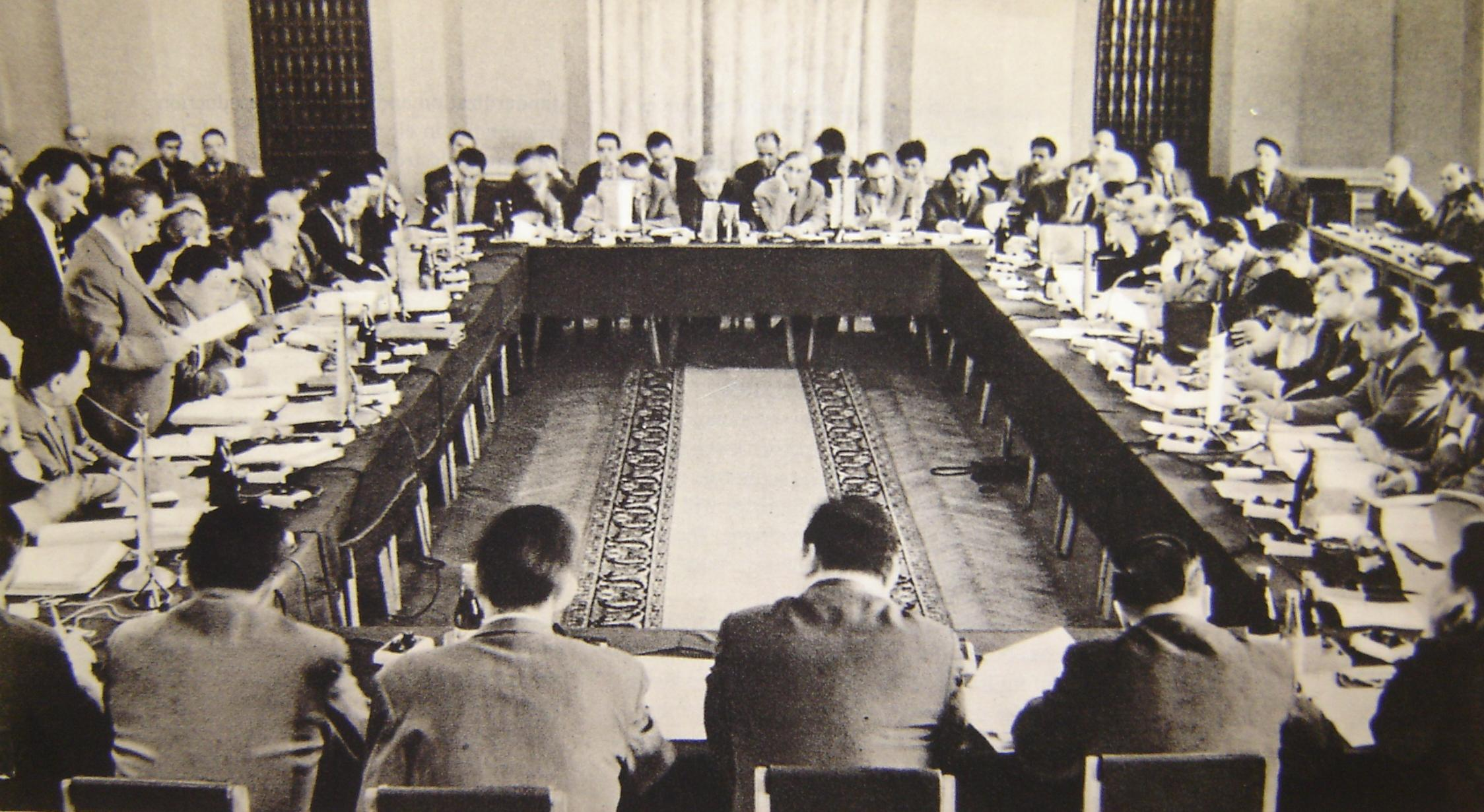
执行委员会在开会

1. 经互会会议：最高权力机构。由所有成员国政府首脑率领的代表团组成，每年召开一次。如经不少于三分之一的成员国同意，还可以随时召开经互会的非常会议。会议轮流在其成员国首都举行，由东道国代表团长担任会议主席。
2. 执行委员会：执行和管理机构。由成员国各派一名副总理作为常驻代表组成，一般每季召开一次会议。会议主席由各成员国代表依照国家名称的西里尔字母顺序轮流担任，任期一年。
3. 合作委员会：受执委会领导，由各成员国选派一名有关主管机关的领导人组成。
4. 常设委员会：执行委员会下属机构，各国可以有选择地参加。1988年，有化工、有色金属、煤炭、和平利用原子能等24个常设委员会。
5. 秘书处：行政和执行机构，负责处理日常事务，有秘书一人和副秘书若干人。

此外，经互会还设有法律、价格、水利、商业、发明事业、内贸、船舶和劳动等各部门代表会议以及世界社会主义体系国际经济问题研究所、标准化研究所和管理问题国际研究所三个研究所。

## 成员国
| 主權國家                     | 所屬地位                             | 官方語言                    | 執政黨                 | 最高領導人                 | 國家元首               | 政府首腦     | 地圖   |
| 會員國                       | 會員國                               | 會員國                      | 會員國                 | 會員國                     | 會員國                 | 會員國       | 會員國 |
| ---------------------------- | ------------------------------------ | --------------------------- | ---------------------- | -------------------------- | ---------------------- | ------------ | ------ |
| 蘇維埃社會主義共和國聯盟     | 會員國                               | 俄語                        | 蘇聯共產黨             | 蘇聯共產黨總書記           | 最高蘇維埃主席團主席   | 部長會議主席 |        |
| 保加利亞人民共和國           | 會員國                               | 保加利亞語                  | 保加利亞共產黨         | 保加利亞共產黨總書記       | 國務委員會主席         | 部長會議主席 |        |
| 罗马尼亚社会主义共和国       | 會員國                               | 羅馬尼亞語                  | 羅馬尼亞共產黨         | 羅馬尼亞共產黨總書記       | 總統                   | 部長會議主席 |        |
| 德意志民主共和國             | 會員國                               | 德語                        | 德國統一社會黨         | 德國統一社會黨總書記       | 國務委員會主席         | 部長會議主席 |        |
| 匈牙利人民共和国             | 會員國                               | 匈牙利語                    | 匈牙利社會主義工人黨   | 匈牙利社會主義工人黨總書記 | 共和國主席團主席       | 部長會議主席 |        |
| 波蘭人民共和國               | 會員國                               | 波蘭語                      | 波蘭統一工人黨         | 波蘭統一工人黨第一書記     | 國務委員會主席         | 部長會議主席 |        |
| 捷克斯洛伐克社会主义共和国   | 會員國                               | 捷克語 斯洛伐克語           | 捷克斯洛伐克共產黨     | 捷克斯洛伐克共產黨總書記   | 總統                   | 總理         |        |
| 阿爾巴尼亞社會主義人民共和國 | 退出國（1961年停止活動，1987年退出） | 阿爾巴尼亞語                | 阿爾巴尼亞勞動黨       | 阿爾巴尼亞勞動黨第一書記   | 人民會議主席團主席     | 部長會議主席 |        |
| 越南社會主義共和國           | 會員國                               | 越南語                      | 越南共產黨             | 越南共產黨總書記           | 國家主席               | 政府總理     |        |
| 蒙古人民共和国               | 會員國                               | 蒙古語                      | 蒙古人民革命黨         | 蒙古人民革命黨總書記       | 大人民呼拉爾主席團主席 | 部長會議主席 |        |
| 觀察員                       |                                      |                             |                        |                            |                        |              |        |
| 伊拉克共和國                 | 觀察員國                             | 阿拉伯語                    | 伊拉克復興社會黨       | 總統                       | 總統                   | 總理         |        |
| 墨西哥合众国                 | 觀察員國                             | 西班牙語                    | 革命制度黨             | 總統                       | 總統                   | 總統         |        |
| 芬蘭共和国                   | 觀察員國                             | 芬蘭語                      | 芬蘭社會民主黨         | 總統                       | 總統                   | 總理         |        |
| 老撾人民民主共和國           | 觀察員國                             | 老撾語                      | 老撾人民革命黨         | 老撾人民革命黨總書記       | 國家主席               | 政府總理     |        |
| 南斯拉夫社会主义联邦共和国   | 咨詢國                               | 塞爾維亞-克羅地亞語（主要） | 南斯拉夫共產主義者聯盟 | 南斯拉夫共產主義者聯盟主席 | 主席團主席             | 總理         |        |
| 衣索比亞人民民主共和國       | 觀察員國                             | 阿姆哈拉語                  | 埃塞俄比亞工人黨       | 埃塞俄比亞工人黨總書記     | 總統                   | 總理         |        |
| 安哥拉人民共和国             | 觀察員國                             | 葡萄牙語                    | 安哥拉人民解放運動     | 總統                       | 總統                   | 總理         |        |
| 莫桑比克人民共和国           | 觀察員國                             | 葡萄牙語                    | 莫桑比克解放陣線黨     | 總統                       | 總統                   | 總理         |        |
| 也门民主人民共和国           | 觀察員國                             | 阿拉伯語                    | 也門社會黨             | 也門社會黨總書記           | 總統委員會主席         | 總理         |        |
|                              | 觀察員國                             | 朝鮮語                      | 朝鮮勞動黨             | 朝鮮勞動黨總書記           | 國家主席               | 總理         |        |
| 阿富汗民主共和國             | 觀察員國                             | 普什圖語                    | 阿富汗人民民主黨       | 阿富汗人民民主黨總書記     | 革命委員會主席團主席   | 部長會議主席 |        |
| 尼加拉瓜共和国               | 觀察員國                             | 西班牙語                    | 桑地諾民族解放陣線     | 總統                       | 總統                   | 總統         |        |

## 称呼

### 各會員國語言的稱呼（含已消亡國家）
[[File:Comecon.svg|thumb|600px|经互会成员国地图（1991年1月資料）

经互会成员国地图（1991年1月資料）
會員
阿尔巴尼亚，1949年加入，1987年退出
準會員
legend|#FFD700|觀察員

以下為经济互助委员会在各會員國官方語言中的稱呼：
| 會員國                     | 官方語言     | 名稱                                                                                      | 縮寫            |
| -------------------------- | ------------ | ----------------------------------------------------------------------------------------- | --------------- |
| 保加利亞人民共和國         | 保加利亞語   | Съвет за икономическа взаимопомощ (Sǎvet za ikonomičeska vzaimopomošt)                    | СИВ (SIV)       |
| 古巴                       | 西班牙語     | Consejo de Ayuda Mutua Económica                                                          | CAME            |
| 捷克斯洛伐克社会主义共和国 | 捷克語       | Rada vzájemné hospodářské pomoci                                                          | RVHP            |
| 捷克斯洛伐克社会主义共和国 | 斯洛伐克語   | Rada vzájomnej hospodárskej pomoci                                                        | RVHP            |
| 德意志民主共和国           | 德語         | Rat für gegenseitige Wirtschaftshilfe                                                     | RGW             |
| 匈牙利人民共和国           | 匈牙利語     | Kölcsönös Gazdasági Segítség Tanácsa                                                      | KGST            |
| 蒙古人民共和国             | 蒙古語       | Эдийн засгийн харилцан туслалцах зөвлөл (Ediin zasgiin khariltsan tuslaltsakh zövlöl)     | ЭЗХТЗ (EZKhTZ)  |
| 波蘭人民共和國             | 波蘭語       | Rada Wzajemnej Pomocy Gospodarczej                                                        | RWPG            |
| 羅馬尼亞社會主義共和國     | 羅馬尼亞語   | Consiliul de Ajutor Economic Reciproc                                                     | CAER            |
| 苏联                       | 俄語         | Сове́т Экономи́ческой Взаимопо́мощи (Sovet ekonomicheskoy vzaimopomoshchi)                   | СЭВ (SEV)       |
| 苏联                       | 烏克蘭語     | Рада Економічної Взаємодопомоги (Rada Ekonomichnoyi Vzayemodopomohy)                      | РЕВ (REV)       |
| 苏联                       | 白俄羅斯語   | Савет Эканамічнай Узаемадапамогі (Saviet Ekanamičnaj Uzajemadapamohi)                     | СЭУ (SEU)       |
| 苏联                       | 烏茲別克語   | Ўзаро Иқтисодий Ёрдам Кенгаши (O'zaro iqtisodiy yordam kengashi)                          | ЎИЁК (O'IYoK)   |
| 苏联                       | 哈薩克語     | Экономикалық өзара көмек кеңесі (Ekonomıkalyq ózara kómek keńesi)                         | ЭӨКК (EÓKK)     |
| 苏联                       | 格魯吉亞語   | ორმხრივი ეკონომიკური დახმარების საბჭო (Ormkhrivi Ekonomikuri Dakhmarebis Sabcho)          | ოედს (OEDS)     |
| 苏联                       | 阿塞拜疆語   | Гаршылыглы Игтисади Јарадым Шурасы (Qarşılıqlı İqtisadi Yardım Şurası)                    | ГИЈШ (QİYŞ)     |
| 苏联                       | 立陶宛語     | Ekonominės Savitarpio Pagalbos Taryba                                                     | ESPT            |
| 苏联                       | 摩爾達維亞語 | Консилюл де Ажутор Економик Речипрок (Consiliul de Ajutor Economic Reciproc)              | КАЕР (CAER)     |
| 苏联                       | 拉脫維亞語   | Savstarpējās ekonomiskās palīdzības padome                                                | SEPP            |
| 苏联                       | 吉爾吉斯語   | Өз ара Экономикалык Жардам үчүн кеңеш (Öz ara ekonomikalık jardam üçün keŋeş)             | ӨАЭЖҮК (ÖAEJÜK) |
| 苏联                       | 塔吉克語     | Шӯрои Барои Кумак Иқтисодии Муштарак (Shūroi baroi kumak iqtisodii mushtarak)             | ШБKИМ (ShBKIM)  |
| 苏联                       | 亞美尼亞語   | Խորհուրդը փոխադարձ տնտեսական աջակցության (Khorhurdy p'vokhadardz tntesakan ajakts'ut'yan) | Խփտա (KhPTA)    |
| 苏联                       | 土庫曼語     | Ыкдысады Өзара Көмек Гүррңи (Ykdysady özara kömek gürrüňi)                                | ЫӨКГ (YÖKG)     |
| 苏联                       | 愛沙尼亞語   | Vastastikkuse Majandusabi Nõukogu                                                         | VMN             |
| 越南                       | 越南語       | Hội đồng Tương trợ Kinh tế                                                                | HĐTTKT          |

### 前會員國（前观察员）
| 會員國                       | 官方語言     | 名稱                                   | 縮寫   |
| ---------------------------- | ------------ | -------------------------------------- | ------ |
| 阿爾巴尼亞社會主義人民共和國 | 阿爾巴尼亞語 | Këshilli i Ndihmës Ekonomike Reciproke | KNER   |
| 中华人民共和国               | 漢語         | 經濟互助委員會                         | 經互會 |

## 总部及出版物
总部设在莫斯科，出版物有月刊《经互会成员国经济合作》，《经互会成员国统计年鉴》。

## 主要活动
经互会的主要活动方式在其存在期间发生了几次改变。在成立初期，主要是进行贸易，20世纪50年代中期以后，通过协调国民经济计划扩大到生产领域的合作，并由双边关系扩大到多边经济关系。80年代中后期，改为发展各成员国企业和科研组织之间的联系并建立合营企业，直到其解散。

## 经互会和欧共体的异同

1988年的欧洲*蓝色——欧共体（欧盟的前身）；*绿色——欧洲自由贸易联盟（小自由贸易区）；*红色——经互会（已解散）

虽然经互会被认为是“东欧国家的欧共体”，但不论经济结构、经济规模和影响力都和西歐的歐盟完全不同。事实上，经互会本身对标的應該是“美国主導的欧洲经济合作组织”，而不是後来“由欧洲国家自发組成的欧共体”。因為苏联和东欧国家直接接壤，它也不容许阵营內的其他国家绕过自己而組建一個經濟聯盟，所以经互會的自由度遠低於歐盟，缺乏像欧盟一样的超国家民選議會主持。
在20世纪80年代，歐盟的前身，欧共体共拥有西欧国家的2亿7千万人口。其组织的目的是创造一個“欧洲國家佔優勢的共同市场”，消除关税壁垒和行政壁垒，从而加强经济竞争力。虽然欧共体也强调民主制的意识形态，但经济才是其主要目的。而且，歐盟成员国虽然優勢和弱勢产业都不盡相同，但均具備一定的基础，即使是相对落後的葡萄牙和希腊也能輕鬆适应市场。同時，由於没有美国的参与，歐盟各成员国之间也非常平等，沒有任何一个成员国能一家獨大。欧盟的前身欧共体還是个超国家型的组织，在做出某個决议案前，必須先充分考虑各成员国的國情，經濟較強的國家無權強行通過這個决议案。
而经互会拥有4亿5千万人口，成员国之间的经济差異、地理差异、甚至價值觀差異都極其巨大。例如古巴、蒙古和越南是当时世界上最貧窮的幾個国家之一，而苏联的亞洲地區可以位列中等，蘇聯的歐洲地區則经济發达，最後，东欧的東德、捷克斯洛伐克、波蘭的工業基礎甚至比身為盟主的蘇聯還優秀。另外，因為苏联在众成员国中的经济、军事和政治方面有著碾壓式的影响力，所以各成員国的生产计划都依赖於蘇聯的指示，而非真實的市场情況。经互會成員國的国内商品需求、国际商品需求、國際運輸渠道通通沒做好匹配，政府既使強勢命令某項計劃，在经互会內部也不可能完全執行成功。最後，经互会在表面上宣稱自己不是一个超国家组织，其决议案不具任何法律效力，只要有一個国家认为决議案會损害到自己的利益，那就可以拒绝。不過在實際上，这种不理會蘇聯指示的情况幾乎不存在，唯一有記錄的是阿尔巴尼亚當面拒绝了苏联，並直接退出经互会。